# 어리측범잠자리
어리측범잠자리(학명: Shaogomphus postocularis)는 잠자리목 측범잠자리과 어리측범잠자리속에 속하는 곤충의 일종으로, 한국·일본·러시아 등 아시아 극동에 분포한다. 검은 바탕에 얼룩덜룩한 노란색 호랑무늬가 있다.